# Holcocephala agalla
Holcocephala agalla är en tvåvingeart som beskrevs av Walker 1849. Holcocephala agalla ingår i släktet Holcocephala och familjen rovflugor.
Artens utbredningsområde är Venezuela. Inga underarter finns listade i Catalogue of Life.